# فوللو

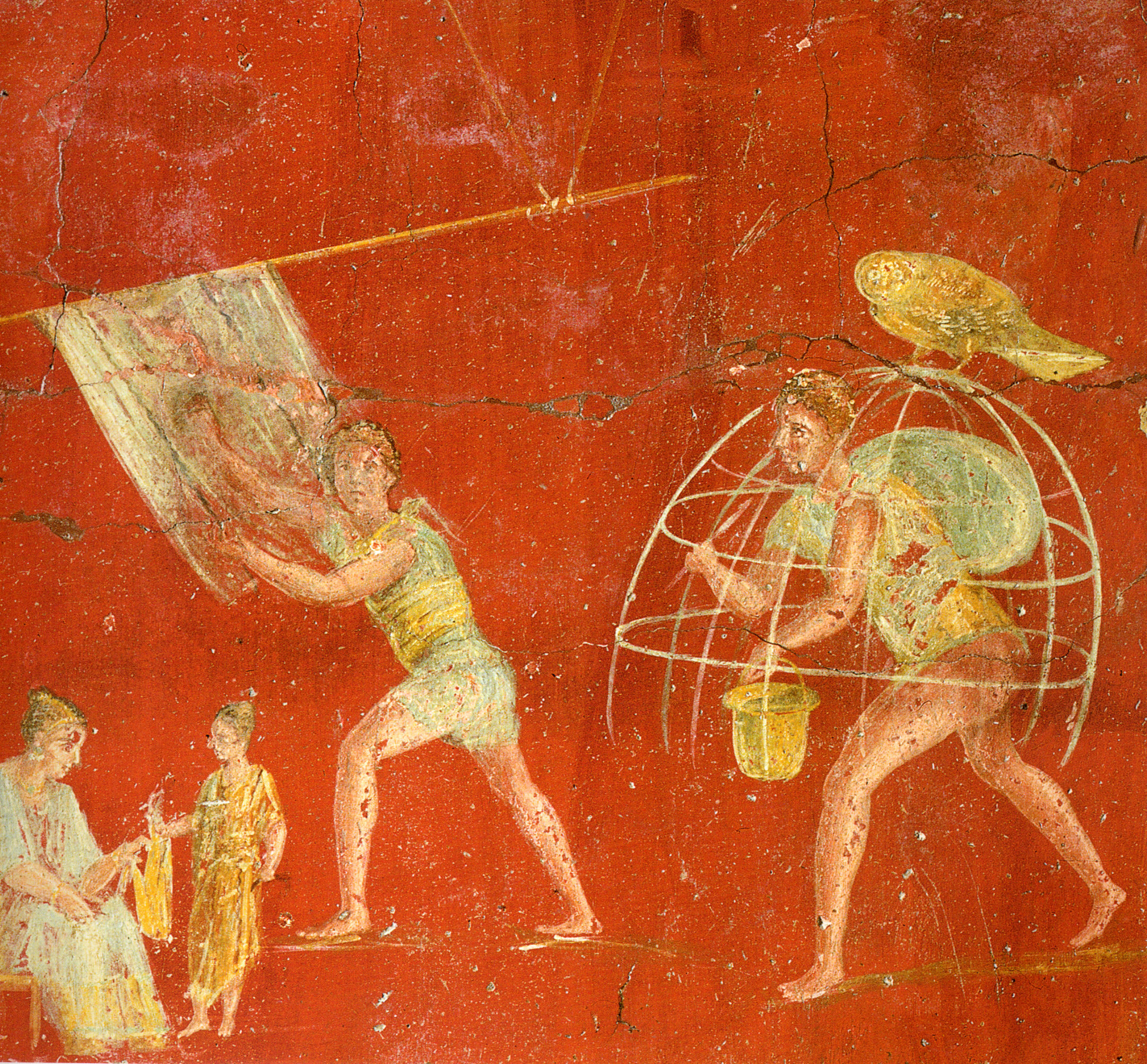
نقاشی دیواری از fullonica VI 8، ۲۰٫۲۱٫۲ در پمپئی، اکنون در موزه ملی ناپل.

فوللو (انگلیسی: Fullo) یک کارگر لباس‌شویی رومی بود (جمع: fullones)، که از کتیبه‌های بسیاری از ایتالیا و نیمه غربی امپراتوری روم و منابعی در ادبیات لاتین توسط پلوتس، مارشال (شاعر) و پلینیوس شناخته شده‌است. فوللوها در در «فوللری» یا «فولونیکا» کار می‌کردند. همچنین شواهدی وجود دارد که نشان می‌دهد فوللوها مستقیماً از دستگاه بافندگی با پارچه سروکار داشته‌اند، اگرچه این مورد مورد تردید برخی از محققان مدرن قرار گرفته‌است. در برخی از مزارع بزرگ، فوللری‌هایی ساخته می‌شد که در آن از برده‌ها برای شستن و تمیز کردن پارچه‌ها استفاده می‌شد.
از آنجایی که رومی‌ها عموماً لباس‌های پشمی می‌پوشیدند، که اغلب رنگ‌های روشن داشتند، در آب و هوای گرم ایتالیا، اغلب به پاکسازی کامل نیاز داشتند. روش انجام این کار توسط پلینی و سایر نویسندگان شرح داده شده‌است.

## روش شستن
قدیم‌ها با صابون آشنایی نداشتند، اما به جای آن از انواع قلیایی استفاده می‌کردند که به وسیله آن کثیفی راحت‌تر از لباس جدا می‌شد. از این میان، تا حد زیادی رایج‌ترین آنها ادرار مردان و حیوانات بود که با آبی که لباس‌ها در آن شسته می‌شد مخلوط می‌شد. برای تهیه مقدار کافی از آن، فوللوها عادت داشتند ظرف‌هایی را در گوشه خیابان‌ها قرار دهند که پس از پر شدن توسط عابران آنها را با خود می‌بردند.
اوره موجود در ادرار به آمونیاک و دی‌اکسید کربن تجزیه می‌شود. در واقع بوی مشخص ادرار تا حدی به دلیل آمونیاک است. محلول آمونیاک در آب قلیایی است و محلول‌های قلیایی مواد پاک کننده مؤثری هستند زیرا می‌توانند چربی‌ها را به اسیدهای چرب محلول و گلیسرول تجزیه کنند. از آنجایی که بسیاری از لکه‌ها از انواع چرب هستند، محلول‌های آمونیاک می‌توانند پاک کننده‌های مؤثری باشند. این برای فوللوهایی که سیستمی برای تمیز کردن پارچه با استفاده از ادرار و «زمین کامل» ایجاد کردند، شناخته شده بود. لباس‌ها را در یک وان ادرار کهنه و «زمین فوللر» می‌گذاشتند، جایی که پابرهنه‌ها آن را زیر پا می‌گذاشتند. آمونیاک چربی را تجزیه کرد و بقایای آن توسط «زمین فوللر» جذب می‌شد که به عنوان یک پودر شستشو نیز عمل می‌کرد. در نهایت، لباس را در آب تمیز می‌شستند و گاهی روی یک قاب حصیری روی یک دیگ گوگرد در حال سوختن قرار می‌دادند. همان‌طور که گوگرد می‌سوزد، دی‌اکسید گوگرد تولید می‌کند که یک عامل سفید کننده مؤثر است.